# Мацут, Джуро
Джуро Мацут (серб. Ђуро Мацут; род. 22 ноября 1963, Белград) — сербский эндокринолог, политический и государственный деятель, премьер-министр Сербии с 16 апреля 2025 года.

## Биография
Родился 22 ноября 1963 года в Белграде, Югославия.
В 1989 году окончил медицинский факультет Белградского университета. В 1995 году он также получил степень магистра, а в 1999 году защитил докторскую диссертацию. После прохождения обучения Мацут начал карьеру эндокринолога, работая в области обмена веществ и нейроэндокринных опухолей. В 2013 году, он стал профессором эндокринологии на медицинском факультете в Университетском клиническом центре Сербии. Позднее он стал приглашённым профессором Афинского университета и медицинского факультета Университета Святых Кирилла и Мефодия в Скопье.

## Карьера
На парламентских выборах 2023 года Мацут выразил поддержку Сербской прогрессивной партии, в то же время не являясь членом определённой партии. В январе 2025 года он выступил на митинге политической организации «Народное движение за государство», выступив против студенческих протестов, проводящихся с 2024 года.
После отставки Милоша Вучевича с поста премьер-министра Сербии президент Александр Вучич предложил Мацуту возглавить правительство страны, что впоследствии и произошло 16 апреля 2025 года, а состав его кабинета был объявлен ещё 14 апреля.

## Личная жизнь
Мацут женат, у него есть один ребёнок. В 2024 году Мацут был награждён Орденом Звезды Карагеоргия.